# HD 4478
HD4478 — хімічно пекулярна зоря спектрального класу B9, що має видиму зоряну величину в смузі V приблизно  9,1.
Вона  розташована на відстані близько 1006,7 світлових років від Сонця.

## Пекулярний хімічний вміст
Зоряна атмосфера HD4478 має підвищений вміст 
Si
.

## Публікації
RAKOS K.D. Light variations of the spectrum variable HD 4478 = HR 234. // Astron. Soc. Pac.. — 1968. — Вип. 80,. — С. 324-326.